# Leon Andreasen
Leon Hougaard Andreasen (* 23. April 1983 in Aidt Thorsø) ist ein ehemaliger dänischer Fußballspieler. In seiner Karriere stand er in Dänemark, Deutschland und England unter Vertrag und absolvierte 20 Einsätze für die dänische A-Nationalmannschaft.

## Vereinskarriere

### Anfänge in Dänemark
Andreasen wuchs in Hammel auf, begann 1993 im Alter von zehn Jahren bei Hammel GF mit dem Fußballspielen und wechselte im November 1999 in die Nachwuchsabteilung von Aarhus GF. 2001 rückte er in den Profikader des Vereins auf und wurde sofort Stammspieler. Er absolvierte in vier Saisons 105 Partien und erzielte dabei 17 Tore.

### Durchwachsene erste Jahre in der Bundesliga

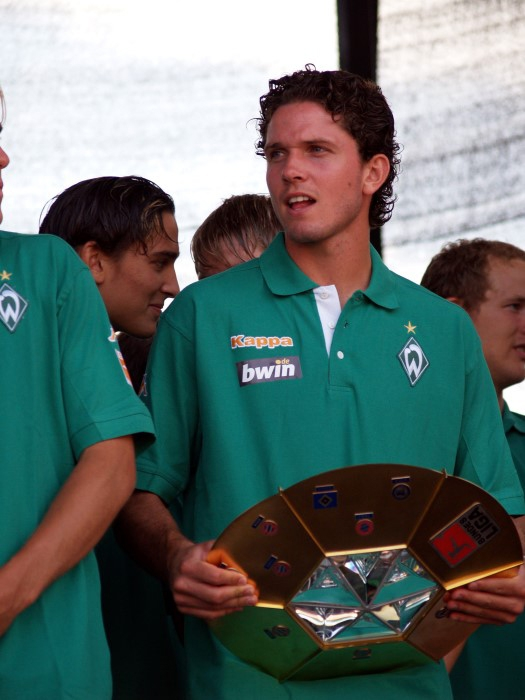
Andreasen mit dem Ligapokal bei Werder Bremen (2007)

2005 wechselte Andreasen zu Werder Bremen und unterschrieb einen Vertrag bis zum 30. Juni 2009. Von seinem Wechsel ins Ausland erhoffte er sich einen Karriereschub. Er konnte sich jedoch nicht gegen die starke Konkurrenz im Mittelfeld durchsetzen, weshalb er zur Rückrunde der Saison 2006/07, um Spielpraxis zu sammeln, an den 1. FSV Mainz 05 ausgeliehen wurde. In Mainz wurde der zweikampfstarke und torgefährliche Andreasen sofort Stammspieler im zentralen defensiven Mittelfeld. Er erzielte vier Tore und gab in 15 Partien zwei Torvorlagen; die Mainzer stiegen dennoch aus der Bundesliga ab. Am Saisonende kehrte er nach Bremen zurück.

### Erfolgloses Intermezzo beim FC Fulham
In der Winterpause der Saison 2007/08 wechselte er zum FC Fulham, bei dem er einen Dreieinhalbjahresvertrag bis zum 30. Juni 2011 unterschrieb. Jedoch konnte er sich beim Londoner Klub nicht durchsetzen und absolvierte bis zur Winterpause 2008/09 nur 19 Spiele.

### Andreasen bei Hannover 96
Ein Jahr später kehrte Andreasen zurück in die Bundesliga zu Hannover 96. Dort unterzeichnete er am 31. Januar 2009 einen Vertrag bis zum 30. Juni 2012. In der restlichen Saison kam er noch elfmal zum Einsatz. Im Jahr darauf warf ihn eine Serie von Verletzungen immer wieder zurück; erst am 21. Spieltag lief er erstmals wieder für die Niedersachsen auf. Zwei Monate später ereilten ihn Leistenprobleme, die ihn den Rest dieser Saison und die kompletten Spielzeiten 2010/11 und 2011/12 kosteten.

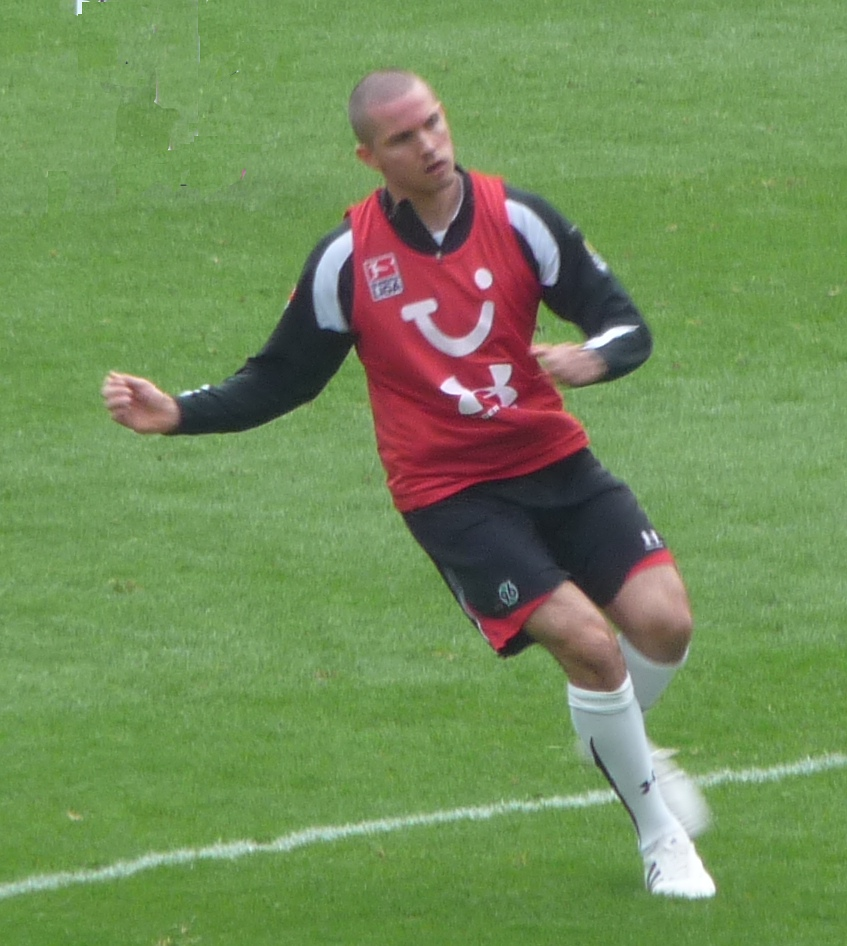
Andreasen beim Aufwärmen vor einem Heimspiel von Hannover 96 (2010)

Am 2. August 2012 stand er nach einer Verletzungspause von 28 Monaten im Hinspiel der dritten Qualifikationsrunde zur Europa League bei St Patrick’s Athletic (3:0) wieder in der Startelf und erzielte den Treffer zum 1:0. Auch im Play-off-Hinspiel bei Śląsk Wrocław erzielte er das 1:0 sowie das 4:3 und trug so zum 5:3-Auswärtssieg von Hannover 96 bei. Zum Bundesligastart behielt Andreasen seinen Stammplatz im defensiven Mittelfeld und erzielte sowohl im DFB-Pokal als auch in der Liga Tore. Somit erzielte er in jedem Wettbewerb, in dem Hannover 96 vertreten war, mindestens ein Tor und insgesamt fünf Tore in nur zehn Spielen.
Am 26. September 2012 (5. Bundesliga-Spieltag) erlitt Andreasen im Spiel gegen den 1. FC Nürnberg (4:1) einen Kreuzbandriss. Am 18. Mai 2013 (34. Spieltag) gab er sein Comeback beim 3:0-Sieg gegen Fortuna Düsseldorf.
Am 9. Spieltag der Saison 2015/16 erzielte er im Auswärtsspiel beim 1. FC Köln den Treffer zum 1:0-Sieg mit der rechten Hand. Schiedsrichter Bastian Dankert erkannte das Tor an, da Andreasen ihn nicht auf sein Handspiel aufmerksam gemacht hatte. Der DFB-Kontrollausschuss leitete ein Verfahren gegen Andreasen wegen „krass sportwidrigen Verhaltens“ ein, das jedoch zu keiner Bestrafung führte. Entscheidend für die Bewertung des DFB war, dass Andreasen vom Schiedsrichter nicht zu seinem Tor befragt wurde.
Andreasens Vertrag bei Hannover 96 lief zum 30. Juni 2016 aus. Wie auch Kapitän Christian Schulz musste er den Verein nach dem Abstieg in die 2. Bundesliga als einer der drei dienstältesten 96-Spieler verlassen. Nach längerer Zeit ohne Verein beendete Andreasen seine Karriere.

## Nationalmannschaft

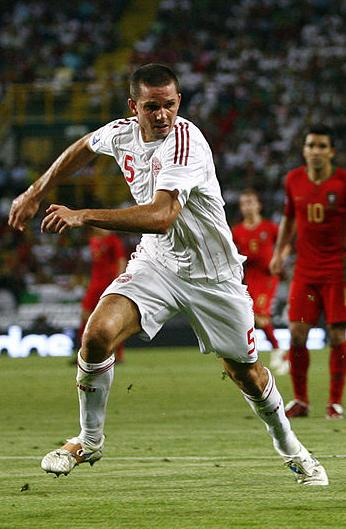
Andreasen beim WM-Qualifikationsspiel gegen Portugal (2008)

Am 24. März 2007 debütierte Andreasen bei einem Freundschaftsspiel gegen Spanien in der dänischen Nationalmannschaft. Am 2. Juni 2007 erzielte er im Qualifikationsspiel zur EM 2008 gegen Schweden mit dem 3:3-Ausgleichstreffer sein erstes Tor. Das Spiel wurde jedoch nach einem Platzsturm abgebrochen und im Nachhinein mit 3:0 für Schweden gewertet. So konnte sich Leon Andreasen mit den Dänen nicht für die EM-Endrunde qualifizieren.
Das Qualifikationsspiel zur WM-Endrunde 2010 am 1. April 2009 gegen Albanien sollte für drei Jahre Andreasens letztes Länderspiel bleiben. Für die WM konnte sich Dänemark qualifizieren, dort nahm er verletzungsbedingt nicht teil.
Nach seiner zweijährigen Verletzungspause wurde er Anfang September 2012 wieder in die Nationalmannschaft berufen. Andreasen wurde im WM-Qualifikationsspiel gegen Tschechien (0:0) in der 58. Minute eingewechselt.

## Erfolge
Werder Bremen
- DFL-Ligapokal-Sieger: 2006
- Vizemeister in der Bundesliga: 2006

## Privates
Leon Andreasen und seine Lebensgefährtin wurden im April 2011 Eltern eines Sohnes. Er ist seit 2017 Mitgründer und Co-Geschäftsführer des Modelabels Kleinigkeit.
Anfang Januar 2018 erlitt er in Hannover eine Schädelverletzung, als er einen Streit zwischen einer Frau und mehreren Männern schlichten wollte.
Nach seiner Fußballerkarriere ist Andreasen in Hannover verblieben und hat seine schon während seiner Fußballkarriere gewachsene Leidenschaft für den Golfsport intensiviert. 2023 wurde er Clubmeister bei seiner Golfgemeinschaft.